# Президент на Кения
Президентът на Република Кения (на суахили: Rais wa Jamhuri ya Kenya) е държавен и правителствен глава на страната. Той ръководи изпълнителната власт на правителството на Кения и е главнокомандващ въоръжените сили на Кения. Официалната резиденция на президента е Държавната къща, намираща се в Найроби.
Уилям Руто е действащият президент от 13 септември 2022 г.

## Обща информация
Президентът е държавен и правителствен глава, както в повечето републики. Той е и главнокомандващ въоръжените сили на Кения.
Президентът има правомощието да назначава всеки лидер в изпълнителната власт, включително секретарите на кабинета и главния прокурор на Кения.
Кения има общо 4 президенти. И тримата бивши президенти Джомо Кениата, Даниел арап Мои и Мваи Кибаки са починали. Най-дълго управлявалият президент е Даниел арап Мои, който служи 24 години.
Народното събрание с най-малко една трета от всички членове може да предприеме акт за импийчмънт на президента. Народното събрание може да направи това на основание грубо нарушение на Конституцията или друг закон, когато има основания да се смята, че президентът е извършил престъпление по националното или международното право или за грубо нарушение.
Ако предложението за импийчмънт премине в Народното събрание, актът за импийчмънт се премества в Сената и ако най-малко две трети от всички членове на Сената гласуват „за“ на всяко обвинение за импийчмънт, президентът престава да заема длъжността. Отстраняване на президента чрез импийчмънт се извършва от Комисията за законодателна реформа на Кения

## Списък
| Период на управление                | Име                                                                | Портрет | Роден – починал | Партия                              |
| ----------------------------------- | ------------------------------------------------------------------ | ------- | --------------- | ----------------------------------- |
| Монарх на Кения                     |                                                                    |         |                 |                                     |
| 12 декември 1963 – 12 декември 1964 | Елизабет II Представлявана от генерал-губернатор Малкълм МакДоналд |         | 1926 – 2022     |                                     |
| Президент на Кения                  |                                                                    |         |                 |                                     |
| 12 декември 1964 – 22 август 1978   | Джомо Кениата                                                      |         | 1893 – 1978     | Кенийски африкански национален съюз |
| 22 август 1978 – 30 декември 2002   | Даниел Арап Мои                                                    |         | 1924 – 2020     | Кенийски африкански национален съюз |
| 30 декември 2002 – 9 април 2013     | Мваи Кибаки                                                        |         | 1931 – 2022     | Партия за национално обединение     |
| 9 април 2013 – 13 септември 2022    | Ухуру Кениата                                                      |         | 1961 –          | Национален алианс                   |
| 13 септември 2022 – понастоящем     | Уилям Руто                                                         |         | 1966 –          | Обединен демократичен алианс        |